# Josef Marx (oboista)
Josef Marx   (Berlín, 9 de setembre de 1913 - Nova York, 21 de desembre de 1978) fou un oboista i musicòleg alemany.
Moses Marx abandonaria Berlín el 1926 a l'inici de l'amenaça de Hitler al poble jueu. En arribar a Nova York amb l'ajuda del seu germà Alexander, un erudit i bibliotecari del Seminari Teològic Jueu d'Amèrica a la ciutat dels gratacels, Moses va obtenir una posició similar a la biblioteca de l'"Hebrew Union College de Cincinnati", Ohio. L'any següent (1927), Marx va anar a Cincinnati amb la seva família el 1927. Es va graduar a la Universitat de Cincinnati el 1934 amb una llicenciatura en literatura comparada. Va estudiar oboè amb Marcel Dandois al Conservatori de Música de Cincinnati i més tard amb Léon Goossens a Londres. Des dels seus dies d'estudiant era amic del compositor Stefan Wolpe.
Va actuar com a solista amb nombrosos conjunts de cambra i orquestres a Palestina i als EUA (inclosa la Orquestra Filharmònica de Nova York) i sota la direcció de directors com Antal Doráti, Otto Klemperer, Fritz Busch, Arturo Toscanini, Ionel Perlea, Thomas Beecham, Dimitri Mitropoulos, Fritz Reiner, George Szell, Malcolm Sargent, Bruno Walter, Ígor Stravinski, Pierre Boulez i Zubin Mehta.
També va treballar amb conjunts de música de cambra com els "Adolph Chamber Players", el "Bernard Krainis Baroque Ensemble", els "Hartt Chamber Players", els "Friends of Music a Brattleboro", "Vermont" (amb Marcel Moyse), la "Blue Hill Troupe", la "Canterbury Choral Society"" i, des de 1963, amb el Grup de Música Contemporània de la Universitat de Colúmbia. Edgard Varese, Stefan Wolpe, Elliott Carter, Raoul Pleskow, Charles Wuorinen, Harvey Sollberger, Gunther Schuller, Howard Rovics, Isaac Nemiroff, Donald Martino, Ursula Mamlok, Charles Whittenberg i Warren A. Cytron, entre d'altres, li van dedicar obres.
A proposta d'Alfred Einstein, va fundar l'editorial "McGinnis and Marx" el 1946. Va publicar principalment música de metall de l'època barroca i del segle xx. Aquí van aparèixer obres de compositors contemporanis com Stefan Wolpe, Isaac Nemiroff, Donald Martino, Harvey Sollberger, William Sydeman, Mario Davidovsky, Gunther Schuller, Morton Subotnick, Thomas Briccetti i John Harbison. L'any 1950 va fundar el "Josef Marx Barroque Ensemble", amb el qual també va interpretar nombroses obres oblidades del barroc. En el conjunt, a més de l'oboè, també tocava l'oboè d'amore, el corn anglès, l'oboè barroc i altres instruments. Des de 1964 durant uns anys fou professor de musicologia al Long Island University C. W. Post Campus.

## Font
- [Enllaç no actiu] (anglès)